# Брыков (Тернопольская область)
Бры́ков (укр. Бриків) — село в Шумской городской общине Кременецкого района Тернопольской области Украины.
До 2020 года входило в Шумский район.
Население по переписи 2001 года составляло 996 человек. Почтовый индекс — 47140. Телефонный код — 3558.
На территории села находится природно-заповедная зона «Бобров Гай» (заповедное урочище — участок лесоболотного массива).